# Cantone di Baraqueville-Sauveterre
Il Cantone di Baraqueville-Sauveterre era una divisione amministrativa dell'arrondissement di Rodez.
A seguito della riforma approvata con decreto del 21 febbraio 2014, che ha avuto attuazione dopo le elezioni dipartimentali del 2015, è stato soppresso.

## Composizione
Comprendeva i comuni di:
- Boussac
- Camboulazet
- Baraqueville
- Castanet
- Colombiès
- Gramond
- Manhac
- Moyrazès
- Pradinas
- Sauveterre-de-Rouergue